# Georges Walter
Pour les articles homonymes, voir Walter.
Georges Walter est un écrivain français d'origine hongroise, né le 26 mars 1921 à Budapest, et mort le 3 octobre 2014 à Paris, également journaliste (presse écrite, radio et télévision) et parolier.

## Biographie
Le père de Georges Walter, Zoltan, né en Transylvanie, a porté pendant sept ans, et notamment entre 1914 et 1918, l’uniforme de l’armée austro-hongroise. Horloger niçois, il avait réparé dans les tranchées de 1916 la montre tombée dans la boue du jeune empereur Charles Ier d'Autriche. Émigrée en 1923, la famille est naturalisée française en 1932. Zoltan est horloger dans le 9e arrondissement de Paris où son fils lycéen est boursier national.
En 1962, Georges Walter remplace au pied levé Jean Grandmougin, soupçonné d'appartenir à l'OAS, à Radio Luxembourg.
Dans les années 1960, il se fait parolier et écrit pour Jean-Claude Pascal sur des musiques de Marc Heyral (Paganini en 1962, Les Mariés de Copenhague en 1965).
Sur des musiques de Philippe-Gérard, il écrit plusieurs chansons pour Juliette Gréco, notamment, en 1963, Les Canotiers que la chanteuse définit comme : « Beauté pure et parfaite, un Manet, un Monet, un Renoir en musique. Georges Walter, l'écrivain et Philippe-Gérard le musicien subtil et complet que l'on sait » ; suivront, Madame Bovary (1964), Belphégor et Le Hibou (1965).
Il a également écrit pour Enrico Macias (Ça s'arrose, musique d'Enrico Macias, 1970)
En 1967, Georges Walter publie son premier roman, Les Enfants d'Attila. À la même époque, il présente, en alternance, le journal télévisé à l'ORTF de 1969 à 1970, puis rejoint l'équipe de chroniqueurs de l'émission Italiques produite par Marc Gilbert en 1971. Il s'occupe ensuite, entre autres, du service Radio-Télévision du Figaro et de l'émission Sillages avec Françoise Verny et Maurice Frydland sur TF1.
C'est lui qui écrit la biographie de Chow Ching Lie,  Le Palanquin des larmes, par lequel il nous emmène au cœur de la Chine du milieu du XXe siècle, décrivant la condition de la femme chinoise et son asservissement séculaire. Le livre est adapté au cinéma et à la télévision. Il y dépeint, à travers cet exemple édifiant, les grandes convulsions de cet immense pays (la guerre sino-japonaise, la guerre civile, la libération, les Cent Fleurs, le Grand Bond en avant). En juillet 2009, il lit Cioran pour les Éditions de l'Herne.
Il est également l'auteur d'une biographie d'Edgar Allan Poe.

## Filmographie
- 1987 : Le Palanquin des larmes (film)